# Enquanto Houver Sol
"Enquanto Houver Sol" é uma música da banda de rock Titãs, presente no décimo primeiro disco da banda e cantada por Sérgio Britto. A canção apareceu na trilha sonora da telenovela de 2003 Celebridade, da Rede Globo. Coincidentemente, a esposa de Tony Bellotto (Titãs), Malu Mader, foi a protagonista da novela. De acordo com a ABPD, "Enquanto Houver Sol" esteve entre as 10 músicas mais tocadas nas rádios brasileiras de 2004.
Perguntado se a faixa foi inspirada por "Epitáfio", principal sucesso do álbum anterior, o compositor, letrista, vocalista e tecladista da faixa Sérgio Britto afirmou:
| “ | Eu sempre componho músicas nessa linhagem, ao piano, com a parte melódica muito forte. Durante anos elas não tiveram vez nos Titãs. Enquanto Houver Sol lembra Go Back, embora eu não tenha a composto no piano. Não foi nada pensado, até porque você não pode determinar o sucesso. Epitáfio foi a segunda música mais tocada ano passado. Quando você tenta repetir sempre dá errado. | ” |

O clipe da música mostra a banda em um ambiente escuro com imagens sendo projetadas em suas camisetas.

## Desempenho nas tabelas musicais
| Chart (2003)  | Posição |
| ------------- | ------- |
| Brasil (Hits) | 5       |

## VersãoTitãs Trio Acústico
Em 2020, a banda, então reduzida a um trio (Branco Mello nos vocais, violão e baixo; Sérgio Britto nos vocais, teclados e baixo; e Tony Bellotto nos vocais, guitarra e violão), regravou a faixa como parte de seu projeto Titãs Trio Acústico, sendo ela o single do segundo dos três EPs da série.
A versão recebeu um vídeo dirigido por Otávio Juliano e Luciana Ferraz e produzido pela Interface Filmes. Na produção, marionetes imitando os integrantes dublam a música. Os bonecos foram criados por Virgílio Zago e Guilherme Pires.